# Alexandre Edmé Pierre Villetard
Pour les articles homonymes, voir Villetard.
Alexandre Edmé Pierre Villetard de Prunières, comte d'Empire, né le 28 mars 1755 à Auxerre, mort le 2 mars 1824 à Paris, est un homme politique français.

## Biographie
Membre de la famille Villetard, il est le fils de Edmé-Pierre Villetard, écuyer seigneur de Prunières (1729-1791), négociant en vins, conseiller au bailliage et siège présidial d'Auxerre exerçant la justice sur le fait des aides, tailles, fermes, droits du roi et autres impositions en la ville et comté d'Auxerre, et de Marie-Anne Germain de Saligny (1733-1786). Il reprend la tradition familiale du négoce de vins, est membre du tribunal de commerce d'Auxerre lorsqu'il est élu le 7 septembre 1792 premier suppléant de l'Yonne à la Convention nationale, par 133 voix sur 544 votants. 
Il entre à l'assemblée comme Député le 25 janvier 1793 en remplacement de Lepelletier de Saint-Fargeau. Il prit plusieurs fois la parole sur des questions politiques notamment sur la Constitution de l'an III, signala l'esprit réactionnaire des orateurs des sections de Paris qui n'attaquaient, dit il, l'ancien terrorisme que pour établir le leur. Il provoqua le rapport des lois sur les suspects de tous les partis. Secrétaire de l'assemblée le 8 octobre 1795, il attaqua vivement les royalistes auxquels il reprocha les excès des compagnies de Jésus et du Soleil.
Le 23 vendémiaire an IV, il fut élu député du Puy-de-Dôme au Conseil des Cinq-Cents, par 234 voix sur 433 votants, et de la Haute-Vienne par 131 voix sur 222 votants. Il prit la parole dans cette assemblée sur l'organisation de la marine, sur les partages dans les successions, opina pour que les jugements de la Haute-Cour convoquée pour l'affaire de Babeuf pussent être attaqués en cassation. Il réclama l'envoi de La Villeheurnois et de ses coaccusés devant le conseil militaire de Paris, se prononça vivement contre le parti clichyen, puis modifia son attitude et devint l'adversaire des Jacobins. 
Réélu aux Cinq-Cents par le département de l'Yonne (24 germinal an VI), il favorisa dans la journée du 18 brumaire, la politique de Bonaparte et présenta à Saint-Cloud le décret qui exclut de la représentation nationale les membres opposants. 
Villetard fut appelé par le premier Consul le 4 nivôse an VIII à siéger au Sénat conservateur, où il soutint avec le plus grand zèle la politique impériale.
Il se rallia en 1814 à la déchéance de Napoléon. Écarté des emplois publics par Louis XVIII, il passa ses dernières années dans une complète obscurité, et mourut à Charenton le 2 mars 1824, commandeur de la Légion d'honneur (25 prairial an XII) et comte de l'Empire (26 avril 1808). Il est inhumé au cimetière du Père-Lachaise (41e division).

## Sources
- « Alexandre Edmé Pierre Villetard », dans Adolphe Robert et Gaston Cougny, Dictionnaire des parlementaires français, Edgar Bourloton, 1889-1891 [détail de l’édition]